# The Softones
The Softones est un groupe de "sweet soul" originaire de Baltimore dans le Maryland. Leurs plus gros succès sont My Dream, Can't Help Falling in Love, I'm Gonna Prove It, Carla My Love et That Old Black Magic.
Ils ont enregistré pour le label Avco Records dans les années 1970.
Le leader du groupe est Marvin Brown avec sa voix haut perchée, similaire à celle de Philip Bailey des Earth, Wind & Fire, seulement plus haute et plus douce et presque instantanément reconnaissable. Steven Jackson et Elton Lynch forment le reste du groupe. Jusqu'à ce jour, ils sont toujours ensemble et en activité.
Comme The Stylistics, The Softones sont produits par Hugo Peretti, Luigi Creatore, Joseph E. Levine et Van McCoy, dont l'orchestre, formé de très bon musiciens de New York de l'époque, servait d'orchestre maison pour plusieurs de leurs enregistrements chez Avco.